# Juan Bautista Topete

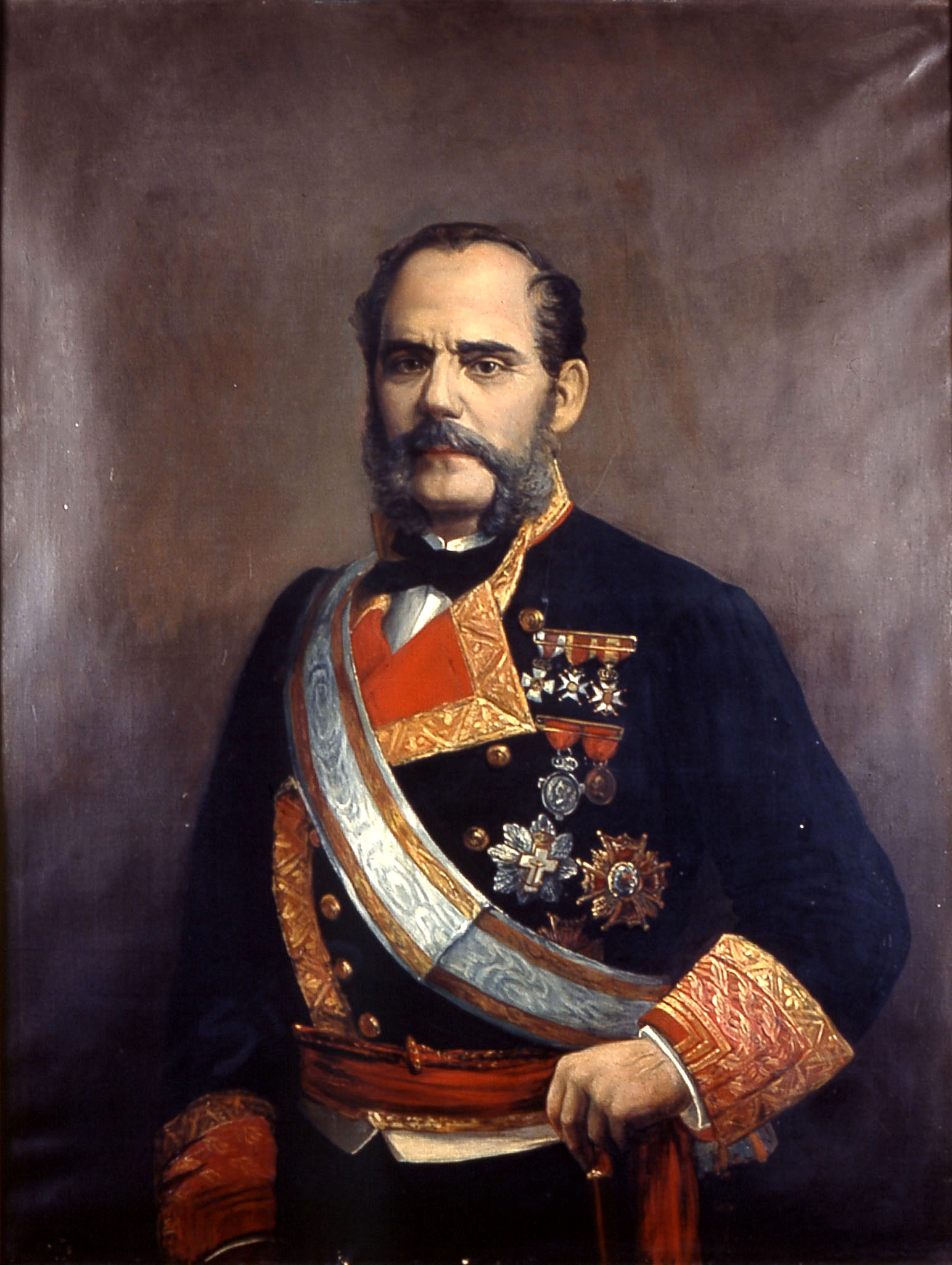
Juan Bautista Topete.

Juan Bautista Topete y Carballo (San Andrés Tuxtla, 24 mei 1821 - Madrid, 31 oktober 1885) was een Spaans admiraal en politicus.

## Levensloop
In 1835 trad hij toe tot de marine en nam deel aan de Spaans-Marokkaanse Oorlog van 1859-1860 en aan de Spaans-Peruviaanse Oorlog van 1864-1866. In 1867 werd hij benoemd tot admiraal en havenkapitein van Cádiz en hij nam eveneens deel aan de revolutie van september 1868. Vervolgens maakte hij als minister van Marine deel uit van de Voorlopige Regering die op 8 oktober 1868 in functie trad. 
Topete was de ondersteuner van de kandidatuur van de Franse hertog van Montpensier voor het Spaanse koningschap en dit leidde tot ruzie met eerste minister Juan Prim, die de voorkeur gaf aan de Italiaanse hertog van Aosta, die de nieuwe Spaanse koning werd. Na de dood van Prim eind december 1870 was Topete voor enkele weken premier ad interim.
Van 1871 tot 1872 was hij minister van Koloniën, waarna hij in juni 1872 opnieuw voor enkele dagen eerste minister werd. Van 4 januari tot en met 13 mei 1874 was hij nogmaals minister van Marine, waarna hij zich terugtrok uit de politiek.
- Biblioteca Nacional de España: XX1181953
- International Standard Name Identifier: 0000 0000 5931 0100
- Library of Congress Control Number: n98048037
- SNAC: w6cc29k4
- Virtual International Authority File: 46077201
- WorldCat: E39PBJrryTqF3XRgGfVVWQJRrq